# Tomissa
Tomissa és un gènere monotípic d'arnes de la família Crambidae. Conté només una espècie, Tomissa concisella, que es troba a Sarawak.